# Kanovaren op de Olympische Zomerspelen 2008
Kanovaren is een van de sporten die beoefend werden tijdens de Olympische Zomerspelen 2008 in Peking. Het kanoën begon op 11 augustus en was klaar op 23 augustus. Er werd gevaren met kano's en kajaks.

## Onderdelen
Er waren twee olympische hoofdtakken; het slalomvaren en het vlakwatervaren. Op het slalomvaren waren vier disciplines, op het vlakwatervaren twaalf.

## Kwalificatie
Bij elke discipline mocht elk land maximaal één boot naar de Spelen sturen. De kwalificatieplaatsen werden verdeeld over de landen en niet over de sporters.

## Slalom

### Disciplines
Vier disciplines maken deel uit van het olympische programma. In de onderstaande tabel staan de onderdelen en het programma.
| Onderdeel    | Toelichting        | 11 augustus  | 12 augustus          | 13 augustus  | 14 augustus          |
| ------------ | ------------------ | ------------ | -------------------- | ------------ | -------------------- |
| K-1, mannen  | kajak, eenpersoons | 1e en 2e run | Halve finale, finale |              |                      |
| C-1, mannen  | kano, eenpersoons  | 1e en 2e run | Halve finale, finale |              |                      |
| C-2, mannen  | kano, tweepersoons |              |                      | 1e en 2e run | Halve finale, finale |
| K-1, vrouwen | kajak, eenpersoons |              |                      | 1e en 2e run | Halve finale, finale |

### Uitslagen

#### K1, mannen
| rang   | sporter           | land       | tijd   |
| ------ | ----------------- | ---------- | ------ |
| Goud   | Alexander Grimm   | Duitsland  | 171,70 |
| Zilver | Fabien Lefevre    | Frankrijk  | 173,30 |
| Brons  | Benjamin Boukpeti | Togo       | 173,45 |
| 4      | Eoin Rheinisch    | Ierland    | 176,91 |
| 5      | Warwick Draper    | Australië  | 177,85 |
| 6      | David Ford        | Canada     | 178,35 |
| 7      | Helmut Oblinger   | Oostenrijk | 178,83 |
| 8      | Dariusz Popieda   | Polen      | 179,68 |
| 9      | Robert Bouten     | Nederland  | 227,99 |
| 10     | Daniele Molmenti  | Italië     | 230,93 |

#### C1, mannen
| rang   | sporters           | land             | tijd   |
| ------ | ------------------ | ---------------- | ------ |
| Goud   | Michal Martikán    | Slowakije        | 176,65 |
| Zilver | David Florence     | Groot-Brittannië | 178,61 |
| Brons  | Robin Bell         | Australië        | 180,59 |
| 4      | Ander Elosegui     | Spanje           | 182,12 |
| 5      | Stanislav Jezek    | Tsjechië         | 182,29 |
| 6      | Benn Fraker        | Verenigde Staten | 183,14 |
| 7      | Christos Tsakmakis | Griekenland      | 186,67 |
| 8      | Krzysztof Bieryt   | Polen            | 200,21 |

#### C2, mannen
| rang                          | sporters                              | land      | tijd   |
| ----------------------------- | ------------------------------------- | --------- | ------ |
| Goud                          | Pavol Hochschorner Peter Hochschorner | Slowakije | 190,82 |
| Zilver                        | Jaroslav Volf Ondřej Štěpánek         | Tsjechië  | 192,89 |
| Brons                         | Michail Koeznetsov Dmitri Larionov    | Rusland   | 197,37 |
| 4                             | Cédric Forgit Martin Braud            | Frankrijk | 198,19 |
| 5                             | Andrea Benetti Erik Masoero           | Italië    | 204,12 |
| 6                             | Felix Michel Sebastian Piersig        | Duitsland | 204,43 |
| uitgeschakeld in halve finale |                                       |           |        |
| 7                             | Mark Bellofiore Lachie Milne          | Australië | 104,17 |
| 8                             | Paweł Sarna Marcin Pochwała           | Polen     | 105,32 |

#### K1, vrouwen
| rang   | sporters                 | land             | tijd   |
| ------ | ------------------------ | ---------------- | ------ |
| Goud   | Elena Kaliská            | Slowakije        | 192,64 |
| Zilver | Jacqueline Lawrence      | Australië        | 206,94 |
| Brons  | Violetta Oblinger-Peters | Oostenrijk       | 214,77 |
| 4      | Yuriko Takeshita         | Japan            | 219,30 |
| 5      | Agnieszka Stanuch        | Polen            | 221,08 |
| 6      | Ariane Herde             | Nederland        | 231,99 |
| 7      | Émilie Fer               | Frankrijk        | 251,96 |
| 8      | Heather Corrie           | Verenigde Staten | 270,88 |

## Vlakwater

### Disciplines
Twaalf disciplines maken deel uit van het olympische programma. In de onderstaande tabel staan de onderdelen en het programma.
| Onderdeel    | Afstand     | Toelichting         | 18 augustus | 19 augustus | 20 augustus  | 21 augustus  | 22 augustus | 23 augustus |
| ------------ | ----------- | ------------------- | ----------- | ----------- | ------------ | ------------ | ----------- | ----------- |
| K-1, mannen  | 500 meter   | kajak, eenpersoons  |             | heat        |              | halve finale |             | finale      |
| K-1, mannen  | 1.000 meter | kajak, eenpersoons  | heat        |             | halve finale |              | finale      |             |
| K-2, mannen  | 500 meter   | kajak, tweepersoons |             | heat        |              | halve finale |             | finale      |
| K-2, mannen  | 1.000 meter | kajak, tweepersoons | heat        |             | halve finale |              | finale      |             |
| K-4, mannen  | 1.000 meter | kajak, vierpersoons | heat        |             | halve finale |              | finale      |             |
| C-1, mannen  | 500 meter   | kano, eenpersoons   |             | heat        |              | halve finale |             | finale      |
| C-1, mannen  | 1.000 meter | kano, eenpersoons   | heat        |             | halve finale |              | finale      |             |
| C-2, mannen  | 500 meter   | kano, tweepersoons  |             | heat        |              | halve finale |             | finale      |
| C-2, mannen  | 1.00 meter  | kano, tweepersoons  | heat        |             | halve finale |              | finale      |             |
| K-1, vrouwen | 500 meter   | kajak, eenpersoons  |             | heat        |              | halve finale |             | finale      |
| K-2, vrouwen | 500 meter   | kajak, tweepersoons |             | heat        |              | halve finale |             | finale      |
| K-4, vrouwen | 500 meter   | kajak, vierpersoons | heat        |             | halve finale |              | finale      |             |

### Uitslagen

#### K-1, mannen, 500 meter
| rang   | sporter            | land             | tijd     |
| ------ | ------------------ | ---------------- | -------- |
| Goud   | Ken Wallace        | Australië        | 1:37,252 |
| Zilver | Adam van Koeverden | Canada           | 1:37,630 |
| Brons  | Tim Brabants       | Groot-Brittannië | 1:37,671 |
| 4      | Eirik Verås Larsen | Noorwegen        | 1:37,949 |

#### K-1, mannen, 1.000 meter
| rang   | sporters           | land             | tijd     |
| ------ | ------------------ | ---------------- | -------- |
| Goud   | Tim Brabants       | Groot-Brittannië | 3:26,323 |
| Zilver | Eirik Verås Larsen | Noorwegen        | 3:27,342 |
| Brons  | Ken Wallace        | Australië        | 3:27,485 |
| 4      | Ben Fouhy          | Nieuw-Zeeland    | 3:29,193 |

#### K-2, mannen, 500 meter
| rang   | sporter                            | land        | tijd     |
| ------ | ---------------------------------- | ----------- | -------- |
| Goud   | Saúl Craviotto Carlos Pérez        | Spanje      | 1:28,736 |
| Zilver | Ronald Rauhe Tim Wieskötter        | Duitsland   | 1:28,827 |
| Brons  | Raman Pjatroesjenka Vadzim Machnew | Wit-Rusland | 1:30,005 |
| 4      | Zoltan Kammerer Gabor Kucsera      | Hongarije   | 1:30,285 |

#### K-2, mannen, 1.000 meter
| rang   | sporters                              | land       | tijd     |
| ------ | ------------------------------------- | ---------- | -------- |
| Goud   | Martin Hollstein Andreas Ihle         | Duitsland  | 3:11,809 |
| Zilver | Kim Wraae Knudsen Rene Holten Poulsen | Denemarken | 3:13,580 |
| Brons  | Andrea Facchin Antonio M. Scaduto     | Italië     | 3:14,750 |
| 4      | Adman Seroczynski Mariusz Kujawski    | Polen      | 3:14,828 |

#### K-4, mannen, 1.000 meter
| rang   | sporters                                                                  | land        | tijd     |
| ------ | ------------------------------------------------------------------------- | ----------- | -------- |
| Goud   | Raman Pjatroesjenka Aljaksej Abalmasaw Artoer Litvintsjoek Vadzim Machnew | Wit-Rusland | 2:55,714 |
| Zilver | Richard Riszdorfer Michal Riszdorfer Erik Vlcek Juraj Tarr                | Slowakije   | 2:56,593 |
| Brons  | Lutz Altepost Norman Brockl Torsten Eckbrett Bjorn Goldschmidt            | Duitsland   | 2:56,676 |
| 4      | Franco Bendini Antonio Rossi Alberto Ricchetti Luca Piemonte              | Italië      | 2:57,626 |

#### C-1, mannen, 500 meter
| rang   | sporter        | land      | tijd     |
| ------ | -------------- | --------- | -------- |
| Goud   | Maksim Opalev  | Rusland   | 1:47,140 |
| Zilver | David Cal      | Spanje    | 1:48,397 |
| Brons  | Joerij Tsjeban | Oekraïne  | 1:48,766 |
| 4      | Mathieu Coubel | Frankrijk | 1:49,056 |

#### C-1, mannen, 1.000 meter
| rang   | sporters     | land        | tijd     |
| ------ | ------------ | ----------- | -------- |
| Goud   | Attila Vajda | Hongarije   | 3:50,467 |
| Zilver | David Cal    | Spanje      | 3:52,751 |
| Brons  | Thomas Hall  | Canada      | 3:53,653 |
| 4      | Vadim Menkov | Oezbekistan | 3:54,237 |

#### C-2, mannen, 500 meter
| rang   | sporter                                     | land        | tijd     |
| ------ | ------------------------------------------- | ----------- | -------- |
| Goud   | Meng Guanliang Yang Wenjun                  | China       | 1:41,025 |
| Zilver | Sergey Ulegin Alexander Kostoglod           | Rusland     | 1:41,282 |
| Brons  | Christian Gille Tomasz Wylenzek             | Duitsland   | 1:41,964 |
| 4      | Andrei Bahdanovitsj Aliaksandr Bahdanovitsj | Wit-Rusland | 1:41,996 |

#### C-2, mannen, 1.000 meter
| rang   | sporters                                    | land        | tijd     |
| ------ | ------------------------------------------- | ----------- | -------- |
| Goud   | Andrei Bahdanovitsj Aliaksandr Bahdanovitsj | Wit-Rusland | 3:36,365 |
| Zilver | Christian Gille Tomasz Wylenzek             | Duitsland   | 3:36,588 |
| Brons  | Gyorgy Kozmann Tamas Kiss                   | Hongarije   | 3:40,258 |
| 4      | Constantin Ciprian Popa Niculae Flocea      | Roemenië    | 3:40,342 |

#### K-1, vrouwen, 500 meter
| rang   | sporter                | land      | tijd     |
| ------ | ---------------------- | --------- | -------- |
| Goud   | Inna Osypenko-Radomska | Oekraïne  | 1:50,673 |
| Zilver | Josefa Idem            | Italië    | 1:50,677 |
| Brons  | Katrin Wagner-Augustin | Duitsland | 1:51,022 |
| 4      | Katalin Kovács         | Hongarije | 1:51,139 |

#### K-2, vrouwen, 500 meter
| rang   | sporters                          | land      | tijd     |
| ------ | --------------------------------- | --------- | -------- |
| Goud   | Katalin Kovács Natasa Janic       | Hongarije | 1:41,308 |
| Zilver | Beata Mikolajczyk Aneta Konieczna | Polen     | 1:42,092 |
| Brons  | Marie Delattre Anne-Laure Viard   | Frankrijk | 1:42,128 |
| 4      | Fanny Fischer Nicole Reinhardt    | Duitsland | 1:42,899 |

#### K-4, vrouwen, 500 meter
| rang   | sporter                                                                 | land      | tijd     |
| ------ | ----------------------------------------------------------------------- | --------- | -------- |
| Goud   | Fanny Fischer Nicole Reinhardt Katrin Wagner-Augustin Conny Waßmuth     | Duitsland | 1:32,231 |
| Zilver | Katalin Kovács Gabriella Szabó Danuta Kozák Natasa Janic                | Hongarije | 1:32,971 |
| Brons  | Lisa Oldenhof Hannah Davis Chantal Meek Lyndsie Fogarty                 | Australië | 1:34,704 |
| 4      | Beata Mikolajczyk Aneta Konieczna Edyta Dzieniszewska Dorota Kuczkowska | Polen     | 1:34,752 |

## Medaillespiegel
| Plaats | Land             | NOC    | Goud | Zilver | Brons | Totaal |
| ------ | ---------------- | ------ | ---- | ------ | ----- | ------ |
| 1      | Duitsland        | GER    | 3    | 2      | 3     | 8      |
| 2      | Slowakije        | SVK    | 3    | 1      | 0     | 4      |
| 3      | Hongarije        | HUN    | 2    | 1      | 1     | 4      |
| 4      | Wit-Rusland      | BLR    | 2    | 0      | 1     | 3      |
| 5      | Spanje           | ESP    | 1    | 2      | 0     | 3      |
| 6      | Australië        | AUS    | 1    | 1      | 3     | 5      |
| 7      | Groot-Brittannië | GBR    | 1    | 1      | 1     | 3      |
| 7      | Rusland          | RUS    | 1    | 1      | 1     | 3      |
| 9      | Oekraïne         | UKR    | 1    | 0      | 1     | 2      |
| 10     | China            | CHN    | 1    | 0      | 0     | 1      |
| 11     | Canada           | CAN    | 0    | 1      | 1     | 2      |
| 11     | Frankrijk        | FRA    | 0    | 1      | 1     | 2      |
| 11     | Italië           | ITA    | 0    | 1      | 1     | 2      |
| 14     | Denemarken       | DEN    | 0    | 1      | 0     | 1      |
| 14     | Noorwegen        | NOR    | 0    | 1      | 0     | 1      |
| 14     | Polen            | POL    | 0    | 1      | 0     | 1      |
| 14     | Tsjechië         | CZE    | 0    | 1      | 0     | 1      |
| 18     | Oostenrijk       | AUT    | 0    | 0      | 1     | 1      |
| 18     | Togo             | TOG    | 0    | 0      | 1     | 1      |
| Totaal | Totaal           | Totaal | 16   | 16     | 16    | 48     |

Parijs 1924 (demonstratie) · 
Berlijn 1936 · 
Londen 1948 · 
Helsinki 1952 · 
Melbourne 1956 · 
Rome 1960 · 
Tokio 1964 · 
Mexico-stad 1968 · 
München 1972 · 
Montréal 1976 · 
Moskou 1980 · 
Los Angeles 1984 · 
Seoel 1988 · 
Barcelona 1992 · 
Atlanta 1996 · 
Sydney 2000 · 
Athene 2004 · 
Peking 2008 · 
Londen 2012 · 
Rio de Janeiro 2016 ·
Tokio 2020 ·
Parijs 2024 ·
Los Angeles 2028
Medaillewinnaars (slalom) · Medaillewinnaars (sprint)
atletiek · badminton · basketbal · boksen · boogschieten · gewichtheffen · gymnastiek · handbal · hockey · honkbal · judo · kanovaren · moderne vijfkamp · paardensport · roeien · schermen · schietsport · schoonspringen · softbal · synchroonzwemmen · taekwondo · tafeltennis · tennis · triatlon · voetbal · volleybal · waterpolo · wielersport · worstelen · zeilen · zwemmen